# False Creek

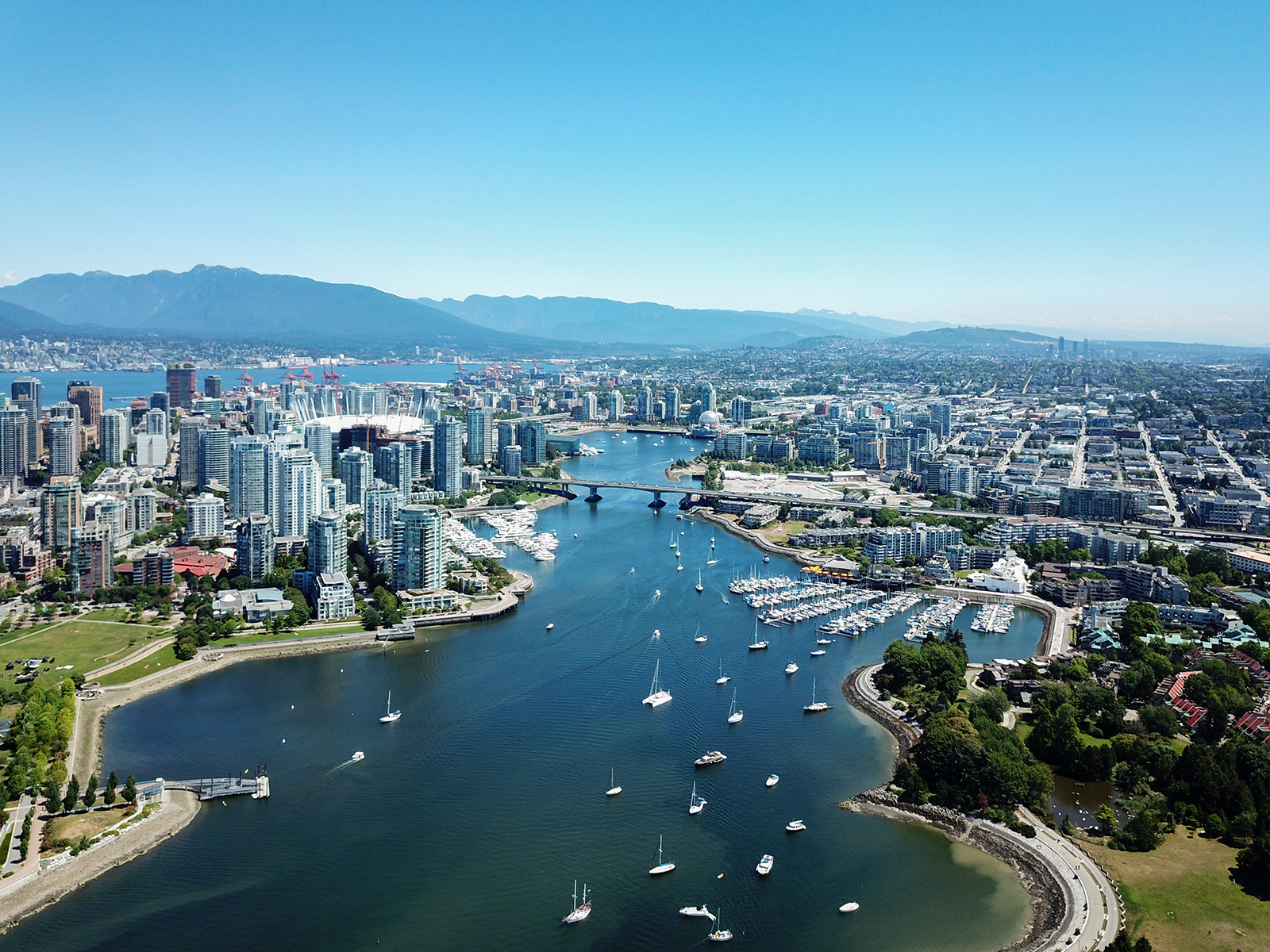
Veduta dall'alto

False Creek è una insenatura situata nella zona centrale di Vancouver, che separa il centro dal resto della città. È uno dei bacini d'acqua più grossi confinanti con Vancouver, insieme alla baia degli Inglesi, al Burrard Inlet e al fiume Fraser.
Fu battezzato in questo modo dall'idrografo inglese George Henry Richards durante le sue rilevazioni idrografiche della zona, fra il 1856 e il 1863.
All'estremità orientale di False Creek si trova il museo scientifico di Science World. False Creek è attraversato da tre grandi ponti stradali: il Granville Street Bridge, il Cambie Bridge e il Burrard Street Bridge. Una galleria sotterranea della Canada Line lo attraversa subito a est del ponte di Cambie.